# Temnaspis chrysopyga
Temnaspis chrysopyga es una especie de coleóptero de la familia Megalopodidae.

## Distribución geográfica
Habita en Old Calabar.